# دافيد أوينو
دافيد أوينو (بالإنجليزية: David Owino)‏ (5 أبريل 1988 بناكورو في كينيا - ) هو لاعب كرة قدم كيني في مركز الدفاع. شارك مع منتخب كينيا لكرة القدم. أما مع النوادي، فقد لعب مع نادي زيسكو يونايتد ونادي غور مايا وNakuru AllStars ‏.

## روابط خارجية
- دافيد أوينو على موقع قاعدة بيانات كرة القدم.إي يو (الإنجليزية)
- دافيد أوينو على موقع ناشيونال فوتبول تيمز (الإنجليزية)
- دافيد أوينو على موقع Soccerway.com (الإنجليزية)
- دافيد أوينو على موقع عالم كرة القدم.نت (الإنجليزية)